# Jamal Shead
Jamal Daniel Shead (Austin, 24 luglio 2002) è un cestista statunitense, professionista nella NBA con i Toronto Raptors.

## Carriera
Dopo aver trascorso la carriera collegiale giocando per quattro anni per gli Houston Cougars, viene scelto con la 45ª scelta assoluta al draft NBA 2024 dai Sacramento Kings, venendo poi scambiato ai Toronto Raptors.

## Statistiche

### College
| Anno      | Squadra         | PG  | PT  | MP   | TC%  | 3P%  | TL%  | RP  | AP  | PRP | SP  | PP   |
| --------- | --------------- | --- | --- | ---- | ---- | ---- | ---- | --- | --- | --- | --- | ---- |
| 2020-2021 | Houston Cougars | 26  | 2   | 9,9  | 45,5 | 12,5 | 75,0 | 1,1 | 1,5 | 0,8 | 0,2 | 3,3  |
| 2021-2022 | Houston Cougars | 38  | 32  | 31,0 | 40,5 | 29,8 | 80,2 | 3,0 | 5,8 | 1,6 | 0,2 | 10,0 |
| 2022-2023 | Houston Cougars | 37  | 37  | 32,6 | 41,5 | 31,0 | 73,2 | 3,0 | 5,4 | 1,7 | 0,2 | 10,5 |
| 2023-2024 | Houston Cougars | 37  | 37  | 31,1 | 40,9 | 30,9 | 77,9 | 3,7 | 6,3 | 2,2 | 0,5 | 12,9 |
| Carriera  | Carriera        | 138 | 108 | 27,5 | 41,2 | 29,6 | 77,2 | 2,8 | 5,0 | 1,6 | 0,3 | 9,7  |

### NBA

#### Regular Season
| Anno      | Squadra         | PG | PT | MP   | TC%  | 3P%  | TL%  | RP  | AP  | PRP | SP  | PP  |
| --------- | --------------- | -- | -- | ---- | ---- | ---- | ---- | --- | --- | --- | --- | --- |
| 2024-2025 | Toronto Raptors | 75 | 11 | 19,6 | 40,5 | 32,3 | 76,8 | 1,5 | 4,2 | 0,8 | 0,1 | 7,1 |
| Carriera  | Carriera        | 75 | 11 | 19,6 | 40,5 | 32,3 | 76,8 | 1,5 | 4,2 | 0,8 | 0,1 | 7,1 |

### G League
| Anno      | Squadra     | PG | PT | MP   | TC%  | 3P%  | TL%  | RP  | AP   | PRP | SP  | PP   |
| --------- | ----------- | -- | -- | ---- | ---- | ---- | ---- | --- | ---- | --- | --- | ---- |
| 2024-2025 | Raptors 905 | 5  | 5  | 30,7 | 33,9 | 18,8 | 85,7 | 2,4 | 10,2 | 2,0 | 0,2 | 10,8 |
| Carriera  | Carriera    | 5  | 5  | 30,7 | 33,9 | 18,8 | 85,7 | 2,4 | 10,2 | 2,0 | 0,2 | 10,8 |

## Palmarès
- Naismith Defensive Player of the Year (2024)